# Kaur Kuslap
Kaur Kuslap (nascido a 26 de janeiro de 1990) é um remador estoniano.
Nasceu em Viljandi.
Iniciou o treino de remo em 2002, treinado por Ruth Vaar.
Ele ganhou o campeonato da Estónia 14 vezes. Em 2012, foi reserva da equipa de remadores da Estónia nos Jogos Olímpicos de Verão de 2012 em Londres.
Em 2002 foi eleito o melhor remador júnior da Associação de Remo da Estónia.